# Viktoria Wuppertal
Viktoria Wuppertal (offiziell: Turn- und Sportverein Viktoria 96 Wuppertal e.V.) war ein Sportverein aus Wuppertal. Die erste Fußballmannschaft spielte fünf Jahre in der höchsten niederrheinischen Amateurliga.

## Geschichte
Der Verein entstand im Jahre 1945 durch die Fusion des TSV 1896 Barmen mit dem VfL Viktoria 05 Barmen. Bereits zwei Jahre später erreichte die Mannschaft die Aufstiegsrunde zur Landesliga, der damals höchsten Amateurliga am Niederrhein. Die Viktoria scheiterte jedoch am TuS Radevormwald und dem TuS Gerresheim. Nach Vizemeisterschaften hinter Borussia Velbert 1953 und Germania Wuppertal 1954 gelang 1956 schließlich der Aufstieg in die Landesliga nach einem 2:1-Entscheidungsspielsieg nach Verlängerung über den BV 04 Düsseldorf.
Durch die gleichzeitige Einführung der Verbandsliga Niederrhein war die Landesliga nur noch die zweithöchste Amateurliga. Der sportliche Aufschwung hielt an. 1958 wurde die Viktoria Landesligavizemeister hinter dem SC Sonnborn 07. 1962 und 1963 wurden die Wuppertaler jeweils erneut Zweiter, dieses Mal hinter Union Ohligs bzw. dem SSV Velbert. Schließlich gelang im Jahre 1965 der Aufstieg in die Verbandsliga, wo die Viktoria auf Anhieb Vizemeister hinter dem VfR Neuss wurde.
Damit qualifizierte sich die Mannschaft für die Deutsche Amateurmeisterschaft. Dort scheiterte die Viktoria allerdings schon in der ersten Runde an den Amateuren von Hannover 96. In den folgenden Jahren konnte die Mannschaft nicht mehr an diese Erfolge anknüpfen und musste schon 1970 in die Landesliga absteigen. Am 11. Juni 1970 fusionierte die Viktoria mit dem VfB Wuppertal, Eintracht Wuppertal und dem SSV Barmen zum ASV Wuppertal.